# بعد از مدرسه
بعد از مدرسه (به انگلیسی: After School) چهارمین آلبوم چندآهنگه از خواننده و ترانه‌سرای آمریکایی ملانی مارتینز می‌باشد که در ۲۵ سپتامبر سال ۲۰۲۰ از سوی آتلانتیک رکوردز منتشر گردید و «قنادی» به‌عنوان تک‌آهنگ اصلی این ئی‌پی در همان روز نیز منتشر شد.